# Racismo cultural

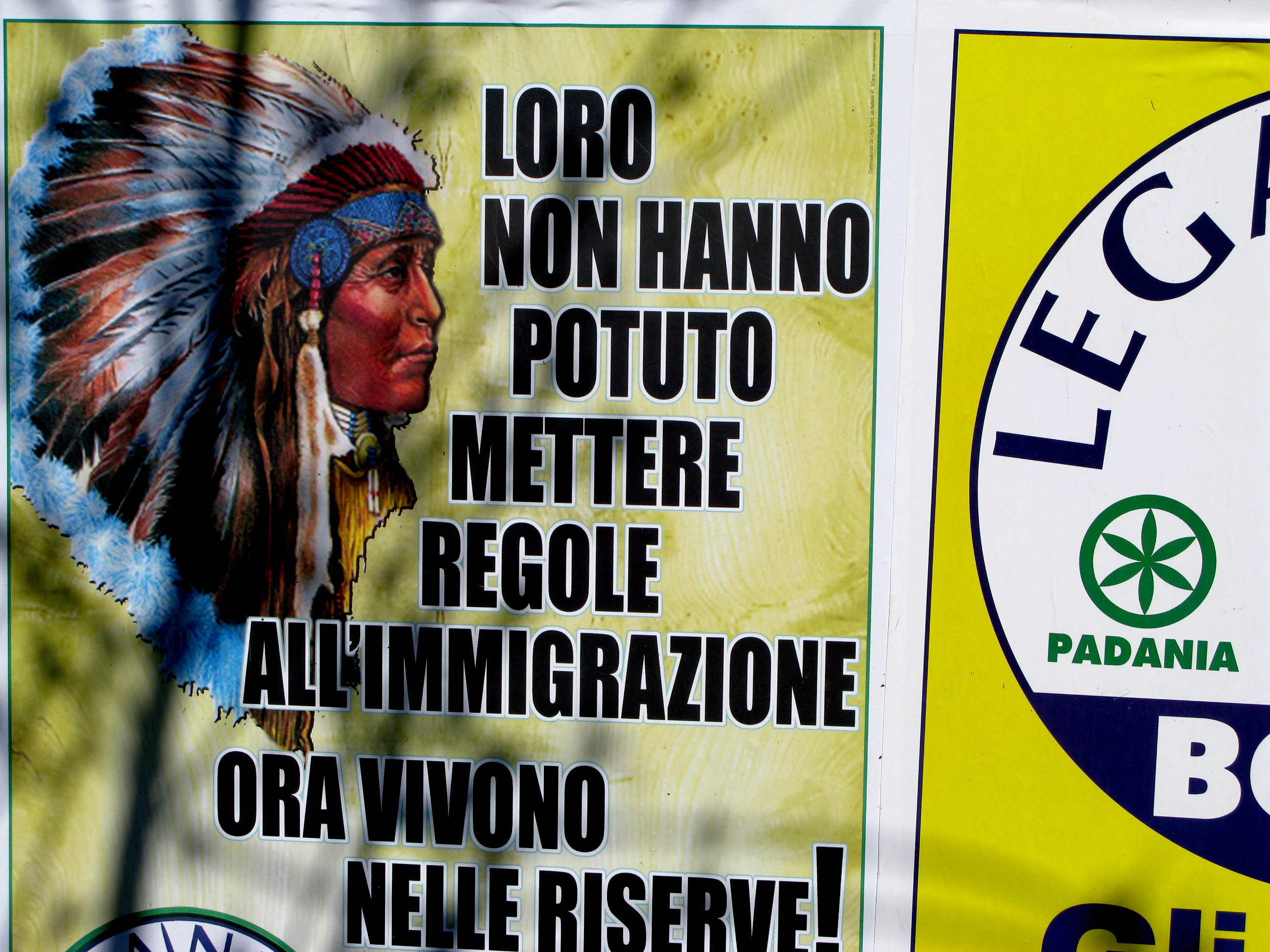
Cartel de la Liga Norte de Italia sobre la inmigración en el que se dice: "¡No pudieron ponerle reglas a la inmigración, ahora viven en las reservas!". Hay una alusión implícita a las teorías conspirativas de ultraderecha del «genocidio blanco» y de «El gran reemplazo».

El racismo cultural, también denominado «neoracismo» o «racismo diferencial», es una forma de racismo surgida después de la Segunda Guerra Mundial en la que la identificación de los grupos humanos no se basa en sus rasgos biológicos (en la «raza», un concepto deslegitimado después de 1945) sino en su cultura, estableciendo una jerarquía de culturas «superiores» e «inferiores» como en el viejo racismo científico.

## Antecedentes: el fin del racismo biológico
Tras conocerse las atrocidades cometidas por los nazis durante la Segunda Guerra Mundial, la noción biológica de «raza» quedó deslegitimada, aunque no completamente al principio, y con ella el racismo científico. También tuvo gran importancia ―mayor aún, según Christian Geulen― el cambio de modelo de las ciencias humano-biológicas, ya iniciado antes de la guerra, que supuso el paso de la eugenesia a la genética y que fue definitivo cuando en 1953 se descubrió la estructura del ADN.

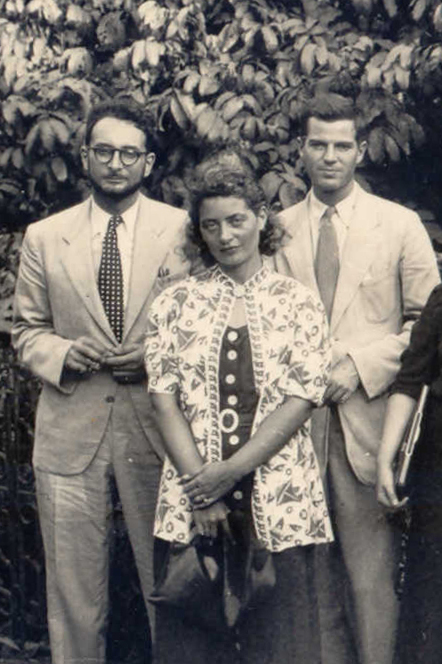
Claude Lévi-Strauss, primero por la izquierda, hacia 1940. En 1952 publicó por encargo de la UNESCO el libro Raza e historia que constituirá un punto de inflexión fundamental al hacer de la raza un concepto totalmente ilegítimo para pensar las diferencias humanas: solo existe una raza, la raza humana, con sus diferencias culturales.

La Unesco, organismo internacional fundado en noviembre de 1945, declaró a la «raza» «la plaga del mundo» que había conducido a la humanidad a la catástrofe y en el acta de constitución condenó «el dogma de la desigualdad de las razas y los hombres». El antropólogo estadounidense de origen suizo Alfred Métraux, dirigente de la organización, le encargó a Claude Lévi-Strauss un ensayo que se convertirá en su célebre obra ‘’Raza e Historia”. Publicada en 1952 constituirá un punto de inflexión fundamental sobre el tema al hacer de la raza un concepto totalmente ilegítimo para pensar las diferencias humanas: solo existe una raza, la raza humana, con sus diferencias culturales. A partir de entonces el término «raza», si es que se utiliza, se entenderá como una categoría social y no como un hecho natural. Se alcanzó así un «consenso antirracista relativamente amplio», aunque no cristalizó hasta los años 1960, impulsado por los diferentes los movimientos sociales de la década entre los que destacó el movimiento por los derechos civiles en Estados Unidos que contribuyó «de forma notable a deslegitimar el racismo en la conciencia mundial». «El racismo se consideró un fenómeno anticuado, reaccionario y esencialmente premoderno».
La UNESCO puso como modelo el Brasil «mestizo», el país que habría superado las diferencias raciales y puesto fin al racismo ―una valoración que será puesta en duda años después―, mientras que el contramodelo será la Sudáfrica del apartheid, un país que iba «al revés de la historia» al aplicar una política declaradamente racista, lo que le supondrá su progresivo aislamiento internacional.
En la década de 1950 se extiende la visión optimista de que una vez deslegitimado el concepto de raza ―la ausencia de razas humanas es una verdad científica admitida y proclamada― la extensión de la educación será suficiente para hacer desaparecer el racismo. El número de julio-agosto de 1950 de El Correo de la UNESCO así lo declara en su primera página: «Los científicos del mundo entero denuncian un mito absurdo… el racismo». Una comisión de la UNESCO dirigida por el antropólogo estadounidense Ashley Montagu propone en 1950 que se deje de utilizar el término «raza» sustituyéndolo por la expresión «grupo étnico». El psicólogo canadiense Otto Klineberg propone a su vez como prioritario deshacer la ilusión de la «pureza racial». Siguiendo esta misma línea los historiadores franceses Lucien Febvre y François Crouzet escriben un ‘’Manual de historia de la civilización francesa” titulado «Somos mestizos» (“Nous sommes des sang-mêlés”) pero que solo será publicado muchos años más tarde, aunque algunos extractos del mismo aparecieron en una revista alemana en 1953. El libro-manual estaba destinado a los profesores y a los alumnos de secundaria con la finalidad de desarrollar la idea de que la humanidad es «una gran familia de pueblos unidos, y no un campo cerrado para batallas raciales que disfrazan (mal) horribles conflictos de interés». En uno de sus capítulos se decía: «Bienaventurada la nación que no es “pura”. Porque en la variedad extrema de tipos de individuos que la componen, podrá encontrar ciudadanos y ciudadanas capaces de hacer frente a todas las dificultades, a todas las pruebas que la vida reserva a un grupo de hombres organizados en nación. Y tanto mejor para ella».
Hubo países que fueron más allá del ámbito educativo ―como Francia mediante la ley Pleven aprobada en 1972― y consideraron el racismo, no una opinión sino un delito. En otros países como Estados Unidos las opiniones racistas eran legales pero existía una presión social que las reducía a los círculos de los supremacistas blancos.
Sin embargo, el racismo biológico, a pesar de que estaba desacreditado, no desapareció del todo después de 1945. En 1947 el historiador francés Louis Chevalier explicaba que Francia tenía unos «valores raciales» que había que defender contra las «minorías extranjeras» que habían causado tanto mal al país. En 1950 el premio Nobel de física William Shockley proponía esterilizar a los negros por razones eugenésicas. En 1994 Richard Herrnstein y Charles Murray publicaban ‘’The Bell Curve’’ en el que explicaban los resultados menos buenos de los escolares negros por deficiencias intelectuales innatas. En 2007 el bioquímico estadounidense James Dewey Watson afirmó que la inteligencia de los africanos era inferior a la de los occidentales. Como ha destacado Pap Ndiaye, «la llama mediocre del racismo biológico no ha sido mantenida más que por ideólogos de extrema derecha». En una encuesta de 2020 solo el 8% de los franceses consideraba que existían «razas superiores a otras».

## Concepto
En 1972 la socióloga francesa Colette Guillaumin constató que la deslegitimación del racismo biológico no había supuesto la desaparición del racismo y propuso el concepto de «racismo sin razas» para designar una forma persistente de rechazo al otro que no se basa en un discurso biológico puro y duro sino en la denuncia de costumbres y culturas tan radicalmente distintas que sería imposible que pudieran vivir juntas. Fue así como se asentó el concepto de racismo «cultural», racismo «diferencialista» o «neoracismo». En 1984 el ensayista franco-tunecino Albert Memmi escribió:

Hay un enigma extraño a propósito del problema del racismo. Nadie, o casi nadie, se ve a sí mismo como racista, y sin embargo el discurso del racismo permanece tenaz y actual. Cuando se le interroga, el racista lo niega y palidece: ¡él racista, en absoluto! Lo insultarías si insistieras.

El racismo cultural «no se basa en una jerarquía racial biológica (que toma la precaución de condenar en general), sino en diferencias culturales consideradas como irreductibles y antagónicas entre los grupos, y de las cuales el grupo dominante debería de protegerse, si no quiere desaparecer». «Los racistas culturales consideran que los “otros” tienen globalmente modos de vida diferentes e inferiores a los suyos, que vienen de sociedades atrasadas, que tienen prácticas culturales heredadas de tiempos oscuros de la humanidad, de las cuales puede a veces brotar algún destello de creatividad, pero que siguen siendo inferiores a los suyos». «En la determinación de aquello de lo que hay que protegerse, de lo que hay que mejorar y de lo que hay que defender, ya no se sitúa en primer plano la raza, sino la cultura, la sociedad, la nación o simplemente la forma de vida propia».
En esencia el racismo cultural no se diferencia tanto del viejo racismo biológico pues «tiende a fetichizar las diferencias considerándolas como irreductibles y como justificantes de una política de separación espacial, de puesta a buena distancia, por miedo a una contaminación de los cuerpos individuales y del cuerpo de la nación». Expresiones como la «poligamia de los africanos» o la «deshonestidad de los gitanos» son ejemplos de esta mezcla de elementos «culturales» y «biológicos» con la finalidad de presentarlos como «peligrosos». Como ha señalado Christian Geulen, «el concepto de cultura que se pone aquí en juego comienza a aproximarse a lo que ya antes se expresó en el concepto de raza». Y tras la «lucha de culturas», especialmente tras el 11-S, vuelve a aparecer el mito de la «lucha racial».

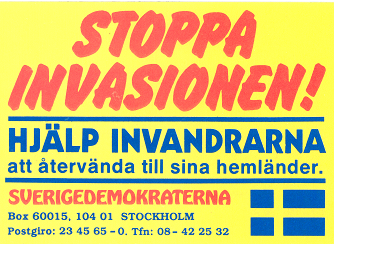
Cartel de los Demócratas de Suecia en el que se dice: "¡DETENED LA INVASIÓN!. AYUDA A LOS INMIGRANTES a regresar a sus países de origen". Un ejemplo del nativismo y de la xenofobia de la ultraderecha.

De hecho el racismo cultural, como ha advertido el historiador Pap Ndiaye, no prescinde en absoluto de los rasgos físicos: «el racismo es siempre un juicio sobre los cuerpos, sobre la apariencia del otro: el racismo está hecho de lo que se ve, o al menos de lo que se cree ver en los otros». Ndiaye pone el ejemplo del color de la piel que «es un criterio estrechamente dependiente de las jerarquías de poder propias de cada época». «La mirada no tiene nada de objetiva, depende de la educación del ojo (y por tanto del cerebro) ligada a la historia y al lugar desde donde se habla». Así, por ejemplo, Benjamin Franklin no consideraba a los españoles, a los italianos y a los franceses «blancos» sino «morenos» (‘’swarthy’’) y Frantz Fanon era considerado «negro» en París, mientras que en su Martinica natal, debido a su piel clara, nunca había sido percibido como «negro».
En una encuesta de 2013 el 78 % de los franceses preguntados estaban de acuerdo con la afirmación «los gitanos viven esencialmente de los robos y del trapicheo». En 2020 el 72 % de los franceses consideraba que los gitanos formaban «un grupo aparte» en el país y el 46 % tenía una «opinión negativa» de los musulmanes. Por otro lado en una investigación de 2017 se constataba que en Francia un «joven percibido como negro o árabe» tenía veinte veces más posibilidades de ser controlado por la policía ―y muchas menos de ser contratado por una empresa―. La discriminación que sufrían determinados grupos fue denunciada en 2005 por el propio presidente de la República Francesa, Jacques Chirac, poniéndose en marcha a partir de entonces una Alta Autoridad de la lucha contra las discriminaciones y por la igualdad (Halde, por sus siglas en francés). En una encuesta realizada en Alemania en 2005 la mitad de los preguntados decían sentirse amenazados por la inmigración extranjera.